# Hockey Sarzana 2019-2020
Questa voce raccoglie le informazioni riguardanti l'Hockey Sarzana nelle competizioni ufficiali della stagione 2019-2020.

## Maglie e sponsor
Lo sponsor ufficiale per la stagione 2019-2020 è Crédit Agricole Carispezia.
| 1ª divisa | 2ª divisa |

## Organico

### Giocatori
Dati tratti dal sito internet ufficiale della Federazione Italiana Sport Rotellistici.
| N° | Naz.                 | Ruolo | Sportivo               |  |  |  |
| -- | -------------------- | ----- | ---------------------- |  |  |  |
| 5  | Italia (bandiera)    | D     | Matteo Rispogliati     |  |  |  |
| 6  | Argentina (bandiera) | A     | Juan Josè Moyano       |  |  |  |
| 10 | Italia (bandiera)    | P     | Simone Corona          |  |  |  |
| 11 | Italia (bandiera)    | A     | Davide Borsi           |  |  |  |
| 46 | Italia (bandiera)    | D     | Andrea Perroni         |  |  |  |
| 54 | Italia (bandiera)    | A     | Andrea Fantozzi        |  |  |  |
| 57 | Italia (bandiera)    | A     | Francesco Rossi        |  |  |  |
| 58 | Italia (bandiera)    | P     | Alessio Bianchi        |  |  |  |
| 78 | Argentina (bandiera) | A     | Jeronimo Garcia Bielsa |  |  |  |
| 87 | Argentina (bandiera) | D     | Francisco Ipiñazar     |  |  |  |

### Staff tecnico
- Allenatore:  Alessandro Bertolucci